# Hollywood Heritage Museum
L'Hollywood Heritage Museum, conosciuto anche come Hollywood Studio Museum, è un museo del cinema che si trova nel distretto di Hollywood di Los Angeles in California.
Il museo si trova di fronte al noto anfiteatro Hollywood Bowl ed è ospitato all'interno del restaurato Lasky-DeMille Barn, una struttura storica che fu il primo studio cinematografico di Hollywood. La struttura fu acquistata nel febbraio del 1983 dalla Hollywood Heritage, Inc.
Dal 1985, anno della sua apertura, l'Hollywood Heritage ha finanziato il restauro, la conservazione e la manutenzione dei primi tesori di Hollywood. Il museo conserva un archivio fotografico che parte dall'epoca dei primi Film muti, oggetti di scena di film, documenti storici e cimeli. Sono presenti inoltre fotografie e cartoline d'epoca delle strade e degli edifici di Hollywood nel suo periodo d'oro.
Eventi speciali, aperti al pubblico, chiamati Evenings at the Barn sono programmati periodicamente per mostrare la storia di Hollywood. Occasionalmente vengono inoltre proiettati storici Film muti in cooperazione con la Silent Society.